# Чунђету (Валча)
Чунђету (рум. Ciungetu) насеље је у Румунији у округу Валча у општини Малаја. Oпштина се налази на надморској висини од 600 m.

## Становништво
Према подацима из 2002. године у насељу је живело 513 становника, од којих су сви румунске националности.